# جيرد لودفيغ
جيرد لودفيغ (بالإنجليزية: Gerd Ludwig؛ بالألمانية: Gerd Ludwig) هو صحفي ومصور أمريكي وألماني، ولد في 17 مارس 1947 في آلسفلد في ألمانيا.

## وصلات خارجية
- جيرد لودفيغ على موقع IMDb (الإنجليزية)
- جيرد لودفيغ على موقع قاعدة بيانات الفيلم (الإنجليزية)